# August Schellenberg
August Werner Schellenberg (ur. 25 lipca 1936 w Montrealu, zm. 15 sierpnia 2013 w Dallas) – kanadyjski aktor. Metys mający przodków z plemienia Mohawków i korzenie szwajcarskie. Uczył się w Narodowej Szkole Teatralnej (National Theatre School of Canada), którą ukończył w roku 1966.
Zadebiutował w roku 1970 w serialu Castle Zaremba. Jego pierwszym filmem był Rip-Off z 1971 roku. W latach 90. zagrał m.in. w filmie Uwolnić orkę i jego dalszych częściach (jako Randolph Johnsonn), w filmie Żelazna wola (jako Ned Dodd), oraz w filmie Szalony Koń (jako Siedzący Byk).

## Życie osobiste
Schellenberg urodził się 25 lipca 1936 w Montrealu, w prowincji Quebec i mieszkał tam do czasu przeprowadzki w 1967 do Toronto, w prowincji Ontario. Był związany z Toronto do 1995 roku. Później wraz z żoną Joan Karasevich (również aktorką) mieszkał w Dallas (Teksas). Mieli trzy córki. Zmarł na raka płuc w swoim domu w Dallas.

## Wyróżnienia i nagrody[4]

### Wybrane nominacje
- 1981: Genie Award – za rolę Alberta Coffina w filmie L'affaire Coffin (najlepszy aktor)
- 1983: Genie Award – za rolę Josepha w filmie Latitude 55° (najlepszy aktor)
- 1996: Gemini Award – za rolę Ben Montoura w serialu North of 60 (aktor gościnny)

### Nagrody
- 1986: Gemini Award – za rolę Toma w filmie The Prodigal (najlepszy aktor)
- 1991: Genie Award – za rolę Chominy w filmie Czarna suknia (Black Robe) (aktor drugoplanowy)

## Filmografia[3]
- 1971: Rip-Off – jako Indianin
- 1979: Wyspa Niedźwiedzia (Bear Island) – jako technik Marine
- 1981: Śmiertelne polowanie (Death Hunt) – jako Deak De Bleargue
- 1991: Czarna suknia (Black Robe) – jako Chomina
- 1992: Księżyc Lakoty (Lakota Moon) – jako Bull Elk
- 1993: Geronimo – jako Cochise
- 1993: Uwolnić orkę (Free Willy) – jako Randolph Johnson
- 1994: Żelazna Wola (Iron Will) – jako Ned Dodd
- 1995: Uwolnić orkę 2 (Free Willy 2: The Adventure Home) – jako Randolph Johnson
- 1995: Walc z West Side'u (The West Side Waltz) – jako Serge
- 1996: Szalony Koń (Crazy Horse) – jako Siedzący Byk
- 1997: Uwolnić orkę 3 (Free Willy 3: The Rescue) – jako Randolph Johnson
- 1997: Prawdziwe serce (True Heart) – jako Khonanesta
- 2004: The Making of 'DreamKeeper' – jako on sam
- 2005: Podróż do Nowej Ziemi (The New World) – jako Powhatan
- 2006: Przygoda na Antarktydzie (Eight Below) – jako Mindo
- 2006: Making 'The New World' – jako on sam
- 2007: Pochowaj me serce w Wounded Knee (Bury My Heart at Wounded Knee) – jako Siedzący Byk